# Iridomyrmex butteli
Iridomyrmex butteli är en myrart som först beskrevs av Auguste-Henri Forel 1913.  Iridomyrmex butteli ingår i släktet Iridomyrmex och familjen myror. Inga underarter finns listade i Catalogue of Life.